# 貝爾克里克 (蒙大拿州保德河縣)
貝爾克里克（英語：Belle Creek）是位於美國蒙大拿州保德河縣的非建制地區。

## 歷史
貝爾克里克的郵局於1969年設立，其後於1988年停運。

## 地理
貝爾克里克所處的海拔為高於海平面1088米（即3570英呎），而該地所採用的時區為UTC-6，即北美山地時區（MST）。同時該地設有夏令時間，為UTC-7調快一小時，即UTC-6（MDT）。